# Coupe de Tunisie de football 2002-2003
Navigation
Coupe de Tunisie 2000-2001 Coupe de Tunisie 2003-2004
La coupe de Tunisie de football 2002-2003 est la 46e édition de la coupe de Tunisie, la 71e depuis 1923. C'est une compétition à élimination directe mettant aux prises des centaines de clubs de football amateurs et professionnels à travers la Tunisie. Elle est organisée par la Fédération tunisienne de football (FTF) et ses ligues régionales.
Cette compétition a lieu après l'annulation de l'édition précédente. Les quarts de finale devaient se dérouler en septembre 2002 mais ont été annulés à la suite du refus de l'Étoile sportive du Sahel et de l'Espérance sportive de Tunis d'y participer avec leurs remplaçants ou de déclarer forfait, étant donné qu'elles étaient en course pour la Ligue des champions de la CAF et la coupe de la CAF.  
Le Club sportif de Hammam Lif est le tenant du titre.

## Résultats

### Premier tour préliminaire
- Ligue Tunis-Nord Est :
  - Club sportif de Menzel Bouzelfa (D. Honneur - Ligue 4) - Jeunesse sportive d'El Omrane (D. Honneur - Ligue 4) : Forfait
  - Étoile olympique La Goulette Kram (Nationale C - Ligue 3) - Association sportive de l'Ariana (Nationale C - Ligue 3) : 2 - 0
  - Hirondelle sportive de Kalâa Kebira (Nationale C - Ligue 3) - Association Mégrine Sport (D. Honneur - Ligue 4) : 1 - 0
  - Stade soussien (Nationale C - Ligue 3) - Grombalia Sport (D. Honneur - Ligue 4) : 5 - 0
  - Club sportif de Korba (Nationale C - Ligue 3) - Stade nabeulien (D. Honneur - Ligue 4) : 5 - 2
  - Mouldiet Manouba (D. Honneur - Ligue 4) - Association sportive Ittihad ; (D. Honneur - Ligue 4) : Forfait
  - Ezzahra Sports (D. Honneur - Ligue 4) - Club sportif des cheminots (D. Honneur - Ligue 4) : Victoire du CSC
  - Union sportive de Kélibia (D. Honneur - Ligue 4) - Enfida Sports (Nationale C - Ligue 3) : 4 - 0
  - Union sportive de Nadhour (D. Honneur - Ligue 4) - Étoile sportive de Radès (D. Honneur - Ligue 4) : 0 - 1

- Ligue Nord-Nord Ouest :
  - Union sportive de Bousalem (Nationale C - Ligue 3) - Union sportive de Siliana (D. Honneur - Ligue 4) : 1 - 0
  - Tinja Sports (D. Honneur - Ligue 4) - Étoile sportive du Fahs (Nationale C - Ligue 3) : 1 - 2
  - Avenir sportif du Kef Barnoussa (D. Honneur - Ligue 4) - STIR sportive de Zarzouna (D. Honneur - Ligue 4) : 2 - 3
  - Stade africain de Menzel Bourguiba (Nationale C - Ligue 3) - Club sportif de Makthar (Nationale C - Ligue 3) : 1-0
  - Flèche sportive de Ras Jebel (D. Honneur - Ligue 4) - El Alia Sports (D. Honneur - Ligue 4) : 0 - 1
  - Avenir sportif de Mohamedia (Nationale C - Ligue 3) - Union sportive de Djedeida (D. Honneur - Ligue 4) : Forfait
  - Safia sportive Ksour (D. Honneur - Ligue 4) - Football Club de Jérissa (Nationale C - Ligue 3) : 0 - 1
  - Stade sportif de Téboursouk (D. Honneur - Ligue 4) - Club sportif de Rouhia (D. Honneur - Ligue 4) : Victoire du CSR
  - Jeunesse sportive de Tebourba (D. Honneur - Ligue 4) - El Ahly Mateur (D. Honneur - Ligue 4) : 2 - 0

- Ligue Centre :
  - Croissant sportif chebbien (Nationale C - Ligue 3) - Étoile sportive d'El Jem (D. Honneur - Ligue 4) : Forfait
  - Océano Club de Kerkennah (Nationale C - Ligue 3) - Club Ahly de Sfax (D. Honneur - Ligue 4) : 0 - 1
  - Sporting Club de Moknine (Nationale C - Ligue 3) - Club sportif de Bembla (D. Honneur - Ligue 4) : Forfait
  - Aigle sportif de Téboulba (D. Honneur - Ligue 4) - Club sportif hilalien (D. Honneur - Ligue 4) : 2 - 0
  - El Makarem de Mahdia (Nationale C - Ligue 3) - Stade sportif sfaxien (Nationale C - Ligue 3) : 0 - 1
  - Ennahdha sportive de Jemmal (Nationale C - Ligue 3) - Avenir sportif de Rejiche (D. Honneur - Ligue 4) : 5 - 0
  - Union sportive de Ksour Essef (D. Honneur - Ligue 4) - Avenir sportif de Mahrès (D. Honneur - Ligue 4) : Forfait
  - Badr sportif Al-Ayn (D. Honneur - Ligue 4) - Gazelle sportive de Bekalta (D. Honneur - Ligue 4) : 2 - 0
  - Club sportif de Hzag (D. Honneur - Ligue 4) - Progrès sportif de Sakiet Eddaïer : 3 - 1

- Ligue Sud :
  - Aurore sportive d'El Guettar (D. Honneur - Ligue 4) - Étoile sportive de Fériana (D. Honneur - Ligue 4) : 2 - 1
  - Union sportive de Sbeïtla (D. Honneur - Ligue 4) - Football Mdhilla Club (D. Honneur - Ligue 4) : 2 - 0
  - Club olympique de Sidi Bouzid (Nationale C - Ligue 3) - Avenir sportif de Lalla (D. Honneur - Ligue 4) : victoire du COSB
  - Flèche sportive de Gafsa-Ksar (D. Honneur - Ligue 4) - Étoile sportive de Métlaoui (Nationale C - Ligue 3) : 0 - 1
  - Envoi sportif de Regueb (D. Honneur - Ligue 4) - Étoile sportive de Gammouda (Sidi Bouzid) : Forfait
  - Widad sportif d'El Hamma (D. Honneur - Ligue 4) - Union sportive de Tataouine (Nationale C - Ligue 3) : 0 - 1
  - Oasis sportive de Chenini (Ligue 4) - Ghomrassen Sports (Nationale C - Ligue 3) : 0 - 1
  - Stade gabésien (Ligue 4) - Union sportive de Zarzis (Ligue 4) : Forfait
  - Avenir sportif de Kasserine (Nationale C - Ligue 3) - La Palme sportive de Tozeur Avenir (Nationale C - Ligue 3) : 2 - 3

### Deuxième tour préliminaire
- Nord : 
  - Club olympique des transports (Nationale B - Ligue 2) - Mouldiet Manouba : 1 – 0
  - Étoile sportive de Radès - Jendouba Sports (Nationale B - Ligue 2) : 0 – 1
  - Étoile sportive de Béni Khalled (Nationale B - Ligue 2) - Avenir sportif de Mohamedia : 0 – 1
  - Jeunesse sportive métouienne (Ligue 5) - Kalâa Sport (Nationale B - Ligue 2) : 3 – 5
  - El Alia Sports – Étoile sportive du Fahs : 2 – 0
  - Étoile olympique La Goulette Kram - Club sportif de Menzel Bouzelfa : 1 – 0
  - Club sportif de Korba - Football Club de Jérissa : 7 – 1
  - Hirondelle sportive de Kalâa Kebira - Club sportif des cheminots : 3 – 1
  - Espérance sportive de Krib (Ligue 5) - Union sportive de Kélibia : 0 – 1
  - Éclair de Testour (Ligue 5) - Union sportive de Bousalem : 1 – 0
  - STIR sportive de Zarzouna - Stade africain de Menzel Bourguiba : 0 – 1
  - Club sportif de Rouhia - Stade soussien : 0 – 1
  - Jeunesse sportive de Tebourba - Espoir sportif de Hammam Sousse (Nationale B - Ligue 2) : 1 – 2
  - Astre sportif de Zaouiet Sousse (Ligue 5) – Olympique du Kef (Nationale B - Ligue 2) : 0 – 3

- Centre et Sud :
  - Gazelle sportive de Moularès (Ligue 5) - Croissant sportif chebbien : 3 – 1
  - Club Ahly de Sfax - Union sportive de Sbeïtla  : 1 – 0
  - Sporting Club de Moknine – Nasr sportif de Touza (Ligue 5) : 1 – 0
  - Aigle sportif de Téboulba - Avenir sportif de Gabès (Nationale B - Ligue 2) : 0 – 2
  - Union sportive de Ksour Essef - Aurore sportive d'El Guettar : 2 – 0
  - Badr sportif Al-Ayn - Ghomrassen Sports : 1 – 0
  - Club sportif de Hzag – Tahdhib sportif de Skhira (Ligue 5) : 3 – 2
  - Club olympique de Sidi Bouzid - Club olympique de Médenine (Nationale B - Ligue 2)  :  0 – 1
  - Ennahdha sportive de Jemmal - Étoile sportive de Métlaoui :  1 – 2
  - Envoi sportif de Regueb - Jeunesse sportive kairouanaise (Nationale B - Ligue 2)   : 3 – 4
  - Jeunesse sportive de Ouedhref (Ligue 5) - Union sportive de Tataouine : 0 – 3
  - Stade gabésien - Stade sportif sfaxien : 0 – 2
  - La Palme sportive de Tozeur Avenir - El Gawafel sportives de Gafsa (Nationale B - Ligue 2) : 1 – 1 (t. a. b.  4 – 3)
  - Sfax railway sport (Nationale B - Ligue 2) - Espoir sportif de Jerba Midoun (Nationale B - Ligue 2)   : 0 – 1

### Troisième tour préliminaire
- Stade africain de Menzel Bourguiba - Sporting Club de Moknine : 2 – 1
- Union sportive de Ksour Essef - Club Ahly de Sfax : 0 – 0 (t. a. b. 3 – 5)
- Club sportif de Hzag - Gazelle sportive de Moularès : 2 – 1
- Union sportive de Tataouine - Avenir sportif de Gabès  : 0 – 1
- La Palme sportive de Tozeur Avenir - Olympique du Kef : 1 – 1 (t. a. b. 5 – 3)
- Espoir sportif de Jerba Midoun - Étoile sportive de Métlaoui : 2 – 1
- Club olympique des transports - Avenir sportif de Mohamedia : 3 – 0
- Jendouba Sports - Stade sportif sfaxien : 2 – 0
- Kalâa Sport - Hirondelle sportive de Kalâa Kebira : 1 – 1 (t. a. b. 3 – 2)
- Étoile olympique La Goulette Kram - El Alia Sports : 1 – 0
- Club sportif de Korba - Jeunesse sportive kairouanaise :  1 – 2
- Union sportive de Kélibia - Badr sportif Al-Ayn : 1 – 0
- Espoir sportif de Hammam Sousse - Stade soussien :  2 – 1
- Éclair de Testour - Club olympique de Médenine : 0 – 4

### Seizièmes de finale
Ce tour regroupe les quatorze clubs qualifiés du tour précédent et dix clubs de la Ligue I, les six premiers classés du championnat précédent étant qualifiés d’office pour les huitièmes de finale.
| Date   | Équipe 1                           | Équipe 2                           | Score 90' | Score Prol. | Tirs au but |
| 8 déc. | Club Ahly sfaxien                  | La Palme sportive de Tozeur Avenir | 1 - 0     |             |             |
| 8 déc. | Club sportif de Hzag               | Club olympique de Médenine         | 0 - 0     | 0 - 1       |             |
| 8 déc. | Kalâa Sport                        | Jendouba Sports                    | 0 - 1     |             |             |
| 8 déc. | Étoile olympique La Goulette Kram  | Espérance sportive de Zarzis       | 1 - 1     | 1 - 1       |             |
| 8 déc. | Club olympique des transports      | Avenir sportif de La Marsa         | 0 - 2     |             |             |
| 8 déc. | Espoir sportif de Hammam Sousse    | Olympique de Béja                  | 0 - 0     | 0 - 0       | 3 - 5       |
| 8 déc. | Stade africain de Menzel Bourguiba | Association sportive de Djerba     | 0 - 0     | 0 - 0       | 4 - 3       |
| 8 déc. | Union sportive de Kélibia          | Union sportive monastirienne       | 0 - 1     |             |             |
| 8 déc. | Espoir sportif de Jerba Midoun     | Jeunesse sportive kairouanaise     | 2 - 3     |             |             |
| 8 déc. | Avenir sportif de Gabès            | Club athlétique bizertin           | 0 - 1     |             |             |
| 8 déc. | Club sportif de Hammam Lif         | -                                  | Exempt    |             |             |
| 8 déc. | Club africain                      | -                                  | Exempt    |             |             |
| 8 déc. | Stade tunisien                     | -                                  | Exempt    |             |             |
| 8 déc. | Étoile sportive du Sahel           | -                                  | Exempt    |             |             |
| 8 déc. | Club sportif sfaxien               | -                                  | Exempt    |             |             |
| 8 déc. | Espérance sportive de Tunis        | -                                  | Exempt    |             |             |

### Huitièmes de finale
| Date    | Équipe 1                       | Équipe 2                           | Score 90' | Score Prol. | Tirs au but |
| 29 déc. | Union sportive monastirienne   | Espérance sportive de Zarzis       | 0 - 0     | 0 - 0       | 7 - 6       |
| 29 déc. | Avenir sportif de La Marsa     | Stade tunisien                     | 0 - 2     |             |             |
| 29 déc. | Club Ahly sfaxien              | Club olympique de Médenine         | 0 - 1     |             |             |
| 29 déc. | Olympique de Béja              | Club sportif de Hammam Lif         | 2 - 1     |             |             |
| 29 déc. | Jendouba Sports                | Stade africain de Menzel Bourguiba | 0 - 0     | 1 - 0       |             |
| 29 déc. | Club athlétique bizertin       | Étoile sportive du Sahel           | 0 - 1     |             |             |
| 29 déc. | Jeunesse sportive kairouanaise | Espérance sportive de Tunis        | 1 - 3     |             |             |
| 29 déc. | Club sportif sfaxien           | Club africain                      | 0 - 0     | 0 - 0       | 3 - 5       |

### Quarts de finale
| Date   | Équipe 1                    | Équipe 2                     | Score 90' | Score Prol. | Tirs au but |
| 2 mars | Espérance sportive de Tunis | Étoile sportive du Sahel     | 1 - 0     |             |             |
| 2 mars | Olympique de Béja           | Club africain                | 0 - 1     |             |             |
| 2 mars | Jendouba Sports             | Union sportive monastirienne | 0 - 4     |             |             |
| 2 mars | Club olympique de Médenine  | Stade tunisien               | 1 - 4     |             |             |

### Demi-finales
| Date   | Équipe 1                     | Équipe 2                    | Score 90' | Score Prol. | Tirs au but |
| 11 mai | Union sportive monastirienne | Club africain               | 0 - 1     |             |             |
| 11 mai | Stade tunisien               | Espérance sportive de Tunis | 1 - 1     | 2 - 1       |             |

### Finale
| Date    | Équipe 1       | Équipe 2      | Score 90' | Score Prol. | Tirs au but |
| 15 juin | Stade tunisien | Club africain | 1 - 0     |             |             |

Le match est arbitré par Hichem Guirat, secondé par Mohamed Debbabi et Mohamed Ali Sellini, alors que Zoubeir Nouira est le quatrième arbitre.

## Meilleur buteur
Mohamed Selliti (ST) avec trois buts est le meilleur buteur de cette édition.